# Todos los singles
Todos los singles (1993-2006) es el álbum recopiltorio de Mar de Copas.

## Descripción
El álbum fue hecho en celebración de sus 20 años de la banda en la escena local.
Gracias al apoyo del diario peruano Perú 21, fue puesto a la venta en el año 2010, aunque también se les puede encontrar en las discotiendas actualmente.
Fue incluido el disco más vendido de la semana en el año 2013.

## Lista de canciones
| N.º | Título                                     | Escritor(es)                                 | Duración |  |
| 1.  | «Un día sin sexo»                          | M. Barrios                                   | 4:08     |  |
| 2.  | «Suna»                                     | M. Barrios, T. Leverone, C. Zamalloa         | 4:04     |  |
| 3.  | «Ramera»                                   | A. Rivas, M. Fonseca                         | 3:20     |  |
| 4.  | «Balada de un encuentro fugaz»             | M. Barrios                                   | 3:41     |  |
| 5.  | «Prendí otro fuego por ella»               | M. Barrios                                   | 3:19     |  |
| 6.  | «La máquina del tiempo»                    | M. Barrios, T. Leverone, C. Zamalloa         | 4:35     |  |
| 7.  | «Llévame»                                  | M. Barrios                                   | 6:09     |  |
| 8.  | «Dulce y veloz»                            | M. Barrios, T. Leverone, P. Condos, C. Salem | 3:41     |  |
| 9.  | «Tras esa puerta»                          | M. Barrios, T. Leverone                      | 5:25     |  |
| 10. | «Adiós amor»                               | M. Barrios, T. Leverone, C. Zamalloa         | 3:36     |  |
| 11. | «Entre los árboles»                        | M. Barrios                                   | 4:02     |  |
| 12. | «Perdido»                                  | M. Barrios                                   | 3:06     |  |
| 13. | «El rumbo del mar»                         | M. Barrios, T. Leverone, C. Zamalloa         | 4:26     |  |
| 14. | «Fugitivo»                                 | M. Barrios                                   | 4:39     |  |
| 15. | «Enloquecido»                              | M. Barrios, T. Leverone, C. Zamalloa         | 3:15     |  |
| 16. | «Si algo así como el amor está en el aire» | M. Barrios                                   | 3:29     |  |
| 17. | «Mujer noche»                              | M. Barrios, T. Leverone                      | 4:43     |  |
| 18. | «L.B.»                                     | M. Barrios                                   | 4:40     |  |